# Barsboldia sicinskii
Barsboldia sicinskii byl druh velkého hadrosauridního dinosaura, který žil asi před 70 miliony let (v období svrchní křídy) na území Asie (Mongolsko, souvrství Nemegt). Šlo o býložravého dinosaura, pojídajícího vegetaci rostoucí do výšky asi čtyř metrů. Objevena byla jen část jeho páteře, pánve a několik žeber. Tohoto dinosaura popsaly v roce 1981 polské paleontoložky Tereza Maryańska a Halszka Osmólska, pojmenovaly jej na počest slavného mongolského paleontologa Rinčena Barsbolda.

## Popis
Významným znakem tohoto dinosaura jsou velmi vysoké neurální trny obratlů, podobně jako u jiného druhu Hypacrosaurus altispinus. Nejvyšší byly v oblasti kyčlí a jejich výška souvisela zřejmě s věkem daného jedince. Mezi příbuzné tohoto dinosaura patřil například obří čínský rod Shantungosaurus nebo severoamerický rod Edmontosaurus. Barsboldia byl velký hadrosaurid, dosahující délky kolem 10 metrů a hmotnosti kolem 5000 kg.